# Napuka (Polynésie française)
Napuka est une commune de la Polynésie française dans l'archipel des Tuamotu. Le chef-lieu de cette dernière est Napuka.

## Géographie
La commune est composée de deux atolls :
- Napuka
- Tepoto Nord

## Administration
| Période                                  | Période  | Identité          | Étiquette | Qualité |
| ---------------------------------------- | -------- | ----------------- | --------- | ------- |
| avant 1981                               | ?        | Rangiariki Kamake |           |         |
| ?                                        | En cours | Mautaina Arai     |           |         |
| Les données manquantes sont à compléter. |          |                   |           |         |

## Démographie
L'évolution du nombre d'habitants est connue à travers les recensements de la population effectués dans la commune depuis 1971. À partir de 2006, les populations légales des communes sont publiées annuellement par l'Insee, mais la loi relative à la démocratie de proximité du 27 février 2002 a, dans ses articles consacrés au recensement de la population, instauré des recensements de la population tous les cinq ans en Nouvelle-Calédonie, en Polynésie française, à Mayotte et dans les îles Wallis-et-Futuna, ce qui n’était pas le cas auparavant. Pour la commune, le premier recensement exhaustif entrant dans le cadre du nouveau dispositif a été réalisé en 2002, les précédents recensements ont eu lieu en 1996, 1988, 1983, 1977 et 1971.
En 2017, la commune comptait 284 habitants, en diminution de 20,89 % par rapport à 2012
| 1971 | 1977 | 1983 | 1988 | 1996 | 2002 | 2007 | 2012 | 2017 |
| ---- | ---- | ---- | ---- | ---- | ---- | ---- | ---- | ---- |
| 272  | 373  | 331  | 341  | 384  | 309  | 315  | 359  | 284  |

| 2022 | - | - | - | - | - | - | - | - |
| ---- | - | - | - | - | - | - | - | - |
| 307  | - | - | - | - | - | - | - | - |

## Lieux et monuments
- Église Sainte-Thérèse de Tepoto Nord.
- Église du Sacré-Cœur de Napuka.